# Neoromicia zuluensis
Neoromicia zuluensis — вид рукокрилих ссавців із родини лиликових.

## Середовище проживання
Країни поширення: Ангола, Ботсвана, Демократична Республіка Конго, Ефіопія, Кенія, Малаві, Намібія, Південна Африка, Судан, Уганда, Замбія, Зімбабве. Pipistrellus zuluensis були записані у сухих та вологих саванах, саванових рідколіссях і в більш посушливих районах, де поверхнева вода доступна.

## Загрози та охорона
Здається, немає серйозних загроз для даного виду. Здається ймовірним, що цей вид присутній в багатьох природоохоронних територіях.